# 都市伝説解体センター
『都市伝説解体センター』（としでんせつかいたいセンター）は、墓場文庫が開発し、集英社ゲームズが発売したミステリーアドベンチャーゲーム。プレイヤーは様々な都市伝説を調査する機関「都市伝説解体センター」の調査員として、都市伝説絡みの依頼を調査・究明していくことを目指す。2025年2月13日、Nintendo Switch、PlayStation 5、Windows向けに発売された。

## ゲーム内容
プレイヤーは様々な怪異や呪物を調査する機関「都市伝説解体センター」の調査員の福来あざみとして都市伝説に関する依頼を受け、調査を進めて証拠を集め、仮説を組み立てて都市伝説を究明していく。
調査方法はポイント・アンド・クリックで進行し、SNS調査と探索の2つに分けられる。SNS調査ではSNS上の様々な書き込みから手がかりとなる情報を探り、得た情報をもとに複数のキーワードで検索することで核心に迫る情報を得ていく。探索では依頼を受けた現場で聞き込みしたり、マークされている箇所を調べることで情報を集めていく。「過去そこにいたもの」を視認できる特殊な眼鏡をかけることで、SNSでは有力情報を、探索では裸眼では見えない過去の痕跡をそれぞれ調べることができる。
情報が揃うとセンター長の廻谷渉との会話を通して仮説を立てる段階に入り、複数の選択肢から正解のキーワードを選び、依頼にどのような都市伝説が関わっているかを「特定」していく。特定後はさらに調査を進め、依頼の真相を推理し、都市伝説を「解体」し、解体を以て事実上の依頼解決となる。解体時は特定時と同様、調査に関する質問に正答することで、廻屋が千里眼の能力を用いて真相究明に必要な特殊な鍵（天眼錠）を解錠していくというシステムとなっている。

### あらすじ
主人公の福来あざみは、生まれつき「変なモノが視える」ことに悩んでおり、相談のため都市伝説解体センターを訪れる。しかし、相談の際、座ると死んでしまうという曰く付きの椅子に座ってしまい、死を回避するために調査を進めていくうちに誤って椅子を破壊してしまう。椅子の呪いの効果はなかったが、借り物だったことから、あざみはセンター長の廻屋渉から修理費用1000万円を請求されてしまい、借金返済のため、センターの調査員として先輩調査員のジャスミンとともに依頼をこなしていく。

### キャラクター
福来あざみ（ふくらいあざみ）
生まれつき「変なモノが視える」ことに悩む大学生で、相談のため都市伝説解体センターを訪れるが、成り行きで同センターの調査員となる。後に「過去に存在した人や物の痕跡」を可視化する念視能力を持つことが明らかとなり、念視能力を活用しながら調査することになる。
廻屋渉（めぐりやあゆむ）
車いすに乗った男性で、都市伝説解体センターのセンター長。遠く離れた場所の出来事を見通す千里眼の能力を有する。
ジャスミン
センターの調査員で、本名は止木休美（とまりぎやすみ）。（ゲーム内の色味ではわかりにくいが）金髪という設定。

## 開発
開発者の墓場文庫はグラフィッカー兼デザイナーのハフハフ・おでーん、エンジニアのMOCHIKIN、イラストレーター兼シナリオライターのきっきゃわー、サウンドクリエイターのあだPから成る開発チームである。同チームデビュー作のアドベンチャーゲームシリーズ『和階堂真の事件簿』がGoogle Play Indie Games Festival 2021で集英社ゲームクリエイターズCAMP賞を受賞したことをきっかけに集英社ゲームズと関わりを持つようになり、共同企画の話が持ち上がった。ハフハフ・おでーんによると、半年かけて様々な企画案が出されたが、このうちきっきゃわー原案のミステリーと都市伝説を絡ませたコンセプトが膨らんでいった。以降は集英社ゲームズ側から様々な意見やサポートを受けつつ、墓場文庫が主導する形で進められ、集英社ゲームズとは別にデベロッパーのroom6や南部休み、映像作家の服部グラフィックスなどの協力も受けている。開発期間は当初は1年半から2年と想定されていたが、発表後の好評を受けて予定よりも内容を増強したことから最終的に3年に及んだ。
制作にあたり和階堂真の事件簿をベースとしつつも、ビジュアルやシステムなど全体的に強化が図られている。ハフハフ・おでーんはコンセプトや表現面で影響を受けた作品として、京極夏彦の百鬼夜行シリーズ、X-ファイル、怪奇ゾーン グラビティフォールズ、スナッチャーを挙げたほか、横溝正史や江戸川乱歩の作品の影響も認めている。

### ゲームシステム
和階堂真の事件簿と同様、ゲームに不慣れな人でもクリアできることをコンセプトとして設計され、ゲームオーバーやマルチエンディングはなく、謎解き部分では同じ間違いを繰り返す度に選択肢を絞るなどのアシスト要素が取り入れられた。また、テンポよく進められるように、謎解き部分においては誤答しても正答部分が表示されたままとなったり、会話部分においては自動的に新しい選択肢にカーソルを合わせるなどの工夫をしている。
ハフハフ・おでーんはゲームシステムの中で特にSNS調査に力を入れたと語っており、プロデューサーの林真理は無関係な書き込みを盛り込むことで雑多感を出し、リアルな雰囲気に近づけていった反面、内容が膨れあがったことで他言語へのローカライズに苦労したとも述べている。また、イベント出展時や体験版公開時にはSNSの書き込みを全て見る必要があると誤解されることが多かったことから、キーワードとなる部分を揺らす演出を入れるなどして改善が図られた。

### 美術
本作を特徴付けるドット絵について、林はレトロというより最近のミュージックビデオのイラストやアニメーションに近いデザインだと述べている。ハフハフ・おでーんは「少ない色数でインパクトのあるものを出す」との考えのもと、基本的に4色のみを使い、それでいて色味が本作独特のものとなるよう意識したとし、色数を抑えて一目で推理のヒントが分かるようにすることも目標にしたと述べている。解像度についても低い方がインパクトを与えられるとの考えであったが、低くしすぎるとディテールを描けなくなってしまうことから、試行錯誤の末にある程度キャラクターの細部を表現できる240×135ピクセルとされた。
作中にしばしば登場する一枚絵はきっきゃわーがラフを手がけ、主に寄りの構図の絵、アニメーション、ホラー演出など、調査シーンにない要素が盛り込まれた。都市伝説の特定シーンは企画の段階で作られたコンセプトアートが人気であったことから作中に入れられたものである。解体シーンは仮面ライダーの変身シーンに着想を得ており、特徴的なポーズは忍者や修験道の印や漫画の演出を参考にしつつ、都市伝説に因んでプロビデンスの目や三角形をイメージしている。

### シナリオ
本作はプロローグを含むと全7話構成で、それぞれバズビーズチェア、ベッドの下の男、ブラッディメアリー、異界、コトリバコ、ドッペルゲンガー、鮫島事件が元となっている。このうち冒頭部分は当初長めのチュートリアルから1話に入る構成だったものの、集英社ゲームズ側からよりキャッチーにしてみてはどうかとの意見を受け、チュートリアルで1話をそのままプレイできるような構成に変更されている。キャラクターの関係性についても集英社ゲームズ側からの意見を受けており、福来あざみとジャスミンは最初から仲良く描かれていたところを、ストーリーの進行に従って関係が深まっていくように手が加えられた。
開発初期から誰も死なないミステリーを作る話が持ち上がり、その中で都市伝説がテーマとされた一方、ホラーを苦手とする人もターゲットとしていることから、幽霊や心霊といった要素を楽しめる程度にホラー感を抑える調整が図られ、不快に思われる表現やジャンプスケアの類は排除されている。
話の元ネタとなる都市伝説の選定にあたっては、ミステリーに合うかどうかを軸にしつつ、バラエティに富んでおり、かつローカライズを考慮して世界的に知名度があるものと日本独特のものが半々となるように選ばれた。UMAや宇宙人を出す考えもあったが、東京近郊が舞台で物語に落とし込みづらいことから見送られた。
各話は1時間から2時間でクリアできるボリュームで、1話終わる度にエンディングや次回予告が流れる連続ドラマのような演出が取り入れられた。一見すると一話完結型ながらも、裏で大きな話が展開されるという筋立ては当初より決まっており、ハフハフ・おでーんはこの点は海外ドラマでよく見られる形式を参考にしたことを語っている。

### キャラクターデザイン
開発に際して、集英社ゲームズ側からキャラクターの魅力を引き出すよう提案され、和階堂真の事件簿と比べて表情が克明に描写されることとなった。解像度や色が限定されること、ゲーム内ではキャラクターは基本的に福来あざみを除き静止状態であることから、デザインを手がけたきっきゃわーはシルエットだけでも誰か区別できるようにすることを意識したと述べている。また、キャラクターの主張を出すために極端な線を用いたり、ポーズや表情に特徴を持たせたほか、可能な限り多面的に描くことも意識したという。
当初は廻屋渉が主人公とされていたが、達観的で謎めいたキャラクターはプレイヤーキャラクター向きではなかったため、安楽椅子探偵のような役割とし、代わりの主人公として廻屋とは対照的に純粋無垢な福来あざみというキャラクターが作られた。当初より設定がほとんど固まっていた廻屋に対し、福来は最後まで調整が行われたキャラクターで、デザインは一度きつめの顔から愛嬌のある明るいデザインに変更されているほか、名前についても最初は直里翔子だったが、「オカルトめいた分かりやすい名前」が好ましいだろうとの考えから改名された。ジャスミンは経験豊富でアクティブながらもやや気だるげな性格とされ、廻屋とは別のベクトルであざみと対照的に描かれたキャラクターとなった。

## 発売
本作は2022年8月に行われたBitSummit X-Roadsで集英社ゲームズより発表され、2023年7月のBitSummit Let's Go!!で初めて試遊出展された。当初は2023年から2024年のリリースが予定されていたが、後に2025年2月13日に発売されることが発表された。同日、Nintendo Switch、PlayStation 5、Windows（Steam）向けに、パッケージ版とダウンロード版のほか、特製のボードゲームやブックレット、サウンドトラックといった特典が付属する豪華版が発売された。ボードゲーム『都市伝説解体センター 異界誘拐』は集英社ゲームズのボードゲーム制作チームが手がけたもので、ゲームデザイナーのミヤザキユウのゲーム『ジャックと探偵』をベースとしている。ブックレットは製作者へのインタビューやネタバレが収録されている。

### 音楽
サウンドトラックは2025年2月13日に発売された豪華版特典として付属するほか、Steamで発売され、主題歌含む32曲が収録されている。また、4月30日には複数の音楽配信サービスで配信され、これには主題歌のインストゥルメンタルを含む34曲（下表トラックリスト）が収録されている。配信後はBillboard Japanのダウンロード・アルバム・チャートに2週連続チャートインした。
BGMはあだPが作曲し、主題歌「奇々解体」はMURASAKIが作詞・作曲を、かたたかんなが歌唱を務めた。BGMに関してはチップチューンの案があったが、ハフハフ・おでーんはゲームのテーマを鑑みて、「シンセサイザーを使って現代的なものや抽象的なものをイメージできるような曲にしてほしい」と要望したことを明かしている。あだPは当時電子音楽に明るくなかったことから、専門のスクールに通って作曲やシンセサイザーの操作方法を学んでおり、BGMのほかに250個から300個の効果音も手がけた。主題歌は早期から制作が決定しており、現代的なテーマをコンセプトとしていたことから最近の流行を取り入れようという話になり、ラップが取り入れられた。作詞については都市伝説やネットロアをテーマに、それでいて作品にフィットしすぎない程度の世界観とするようハフハフ・おでーんより要望された。
| #   | タイトル                                | 作詞 | 作曲・編曲 | 時間 |
| --- | --------------------------------------- | ---- | ---------- | ---- |
| 1.  | 「Unknown」                             |      |            | 1:02 |
| 2.  | 「Prologue」                            |      |            | 2:17 |
| 3.  | 「Center」                              |      |            | 1:31 |
| 4.  | 「Thought」                             |      |            | 1:18 |
| 5.  | 「Van」                                 |      |            | 1:24 |
| 6.  | 「Social Network」                      |      |            | 2:06 |
| 7.  | 「Investigation」                       |      |            | 3:05 |
| 8.  | 「Vision」                              |      |            | 2:22 |
| 9.  | 「Meguriya」                            |      |            | 1:12 |
| 10. | 「TOKUTEI」                             |      |            | 2:47 |
| 11. | 「Crisis」                              |      |            | 1:15 |
| 12. | 「Mushhead」                            |      |            | 1:50 |
| 13. | 「Quiet Park」                          |      |            | 3:26 |
| 14. | 「Seek」                                |      |            | 2:22 |
| 15. | 「Underground」                         |      |            | 2:22 |
| 16. | 「Otherworld Station」                  |      |            | 1:50 |
| 17. | 「Folklore Village」                    |      |            | 2:22 |
| 18. | 「Wrongdoings」                         |      |            | 2:22 |
| 19. | 「Return」                              |      |            | 3:17 |
| 20. | 「奇々解体 - ED Edit -」                |      |            | 1:28 |
| 21. | 「Prestige Home」                       |      |            | 2:33 |
| 22. | 「Rush」                                |      |            | 1:00 |
| 23. | 「Mastermind」                          |      |            | 2:10 |
| 24. | 「Black-Suited Man」                    |      |            | 1:22 |
| 25. | 「Classified Closet」                   |      |            | 3:30 |
| 26. | 「Forgotten Lab」                       |      |            | 1:50 |
| 27. | 「Exposed」                             |      |            | 1:15 |
| 28. | 「KAITAI」                              |      |            | 2:30 |
| 29. | 「Truth」                               |      |            | 3:18 |
| 30. | 「Crack」                               |      |            | 1:05 |
| 31. | 「SAIKAI」                              |      |            | 1:16 |
| 32. | 「奇々解体」                            |      |            | 3:29 |
| 33. | 「奇々解体 - ED Edit - (Instrumental)」 |      |            | 1:29 |
| 34. | 「奇々解体 (Instrumental)」             |      |            | 3:30 |

## 評価
販売本数は10日間で10万本を超え、3か月で30万本を超えた。ファミ通による推定ソフト販売本数ランキングでは2月10日から2月16日の週で4位にランクインした。日本のマイニンテンドーストアダウンロードランキングでは一時1位となり、上半期のダウンロードランキングでは5位にランクインした。PlayStation Storeの月間ダウンロードランキングでは2025年2月に5位、3月と5月に19位にランクインした。
発売前より多様なプロモーション施策で注目を集めた。レビューでは親切なゲームシステム、ストーリーやグラフィック、キャラクターの出来が評価され、電撃オンラインによる直近1年のインディーゲームを対象とする投票の電撃インディー大賞2025では1位となった。一方で、ゲーム内容については進行が直線的で繰り返しが多い点や、テンポの悪さを指摘する意見があり、ストーリーの結末を巡っても賛否が分かれている。
ライターのSIGHは本作の最も優れた点としてSNS調査を挙げ、SNSが高い再現度でリアルに描写されており、「現代のホラー・怪異としての大衆の愚かさと悪意を描く物語のコアとして」不可欠だったと評し、同じくライターの各務都心もSNSの再現度の高さを評価し、物語を通して現代社会を克明に描写していると述べた。

## 関連作品

### 漫画
発売を記念して、2025年2月13日に高橋ヒデキによる読み切り漫画『都市伝説解体センター 異聞：くねくね』が少年ジャンプ+上で公開された。また、少女漫画雑誌りぼんでは2025年5月号よりいしかわえみによるコミカライズ版『都市伝説解体センター Parallel File』が連載開始された。4月27日には同作のボイスコミック版が配信され、雪深山福子が福来あざみ役を、中村真己人が廻屋渉役を演じた。

### オーディオドラマ
2025年2月19日に制作決定が発表された。岡本信彦が廻屋渉役を演じる。